# 常世長胤
常世 長胤（とこよ ながたね、天保3年（1832年） - 明治19年（1886年）3月19日）は江戸末期の国学者・明治期の神祇官。平田門に学ぶ。『神教組織物語』などの著作がある。

## 経歴
上総国木更津に生まれたというが、異説もある。その後、下野国壬生に住む。1866年（慶応2年）、平田鐵胤の没後門人となる。1872年（明治5年）5月、宣教使十二等出仕から東京都港区芝大門鎮座の芝大神宮祠官に異動。1872年（明治5年）11月、芝大神宮祠官から教部省十等出仕に異動。その後は、神宮教山形県本部長となるが、管長の田中頼庸と対立し辞職、1875年（明治8年）、静岡県権中属（明治11年に辞官）。

## 著書
- 上等葬祭圖式（じょうとうそうさいずしき）明治7年刊
- 大道本論（だいどうほんろん）明治7年刊
- 小汀之論（しょうていのろん）明治14年刊
- 神祇官沿革物語　明治16年
- 神教組織物語　明治18年
- 大教院興立次第記